# 缅舒特金反应
缅舒特金反应（Menshutkin reaction），以俄国化学家尼古拉·缅舒特金（Nikolai Menshutkin）的名字命名。
叔胺与卤代烃生成季铵盐的反应。
反应产率高、操作简便，可用于某些相转移催化剂的制备，例如从三乙胺和氯化苄制备苄基三乙基氯化铵。
极性非质子溶剂和高温有利于反应进行。各种卤代烃中，碘代烃中卤离子最容易离去，其离去能力按照碘、溴、氯的顺序递减。

## 拓展
利用大环与卤离子间形成的氢键作用而使反应速率增加（奎宁环的150,000倍）、卤代烃活性顺序倒转。